# تخت سفلی
تخت سفلی یکی از روستاهای استان آذربایجان شرقی است که در دهستان چاراویماق شرقی بخش شادیان شهرستان چاراویماق واقع شده‌است.این روستا ۸۷ نفر جمعیت دارد.